# Велике Опарино
Велике Опа́рино (рос. Большое Опарино, марій. Опарин) — присілок у складі Марі-Турецького району Марій Ел, Росія. Входить до складу Хлібниковського сільського поселення.

## Населення
Населення — 472 особи (2010; 494 у 2002).
Національний склад (станом на 2002 рік):
- росіяни — 42 %
- татари — 31 %